# Tango Five
Tango Five war ein deutsches Musikensemble, das aus den vier Musikern Gregor Hübner (Violine), Veit Hübner (Kontrabass), Bernd Ruf (Klarinette) und Karl Albrecht „Bobbi“ Fischer (Piano und Viola) sowie Christof Mannschreck bestand. Das Ensemble bewegte sich im musikalischen Grenzbereich von Klassik, Jazz, Weltmusik und Comedy, wobei die Interpretationen durch die Integration von Jazz-, Gipsy- und Klezmerelementen geprägt waren.

## Biografie
Als Studentengruppe begonnen, entwickelte sich das Musikensemble seit der Begegnung eines Teils der Band 1998 mit Raúl Jaurena zu einer bekannteren Tango-Formation.
Im Umfeld des Ensembles entstand 2004 das Einhaldenfestival.
Drei Mitglieder von Tango Five (Gregor Hübner, Veit Hübner und Karl Albrecht „Bobbi“ Fischer) fanden sich nach der Auflösung der Formation zum Ensemble Berta Epple zusammen.

## Auszeichnungen
- Ravensburger Kupferle (1991),
- Kleinkunstpreis Baden-Württemberg (3. Preis, 1992)

## Diskografie
- 1991  Badewasser
- 1993  Lila Kuh
- 1994  Tango Five  live
- 1996  Tango Five  der fünfte Mann
- 1998  Huhn Madagaskar
- 1999  Obsecion (mit Raúl Jaurena)
- 2000  Tango Five spielt wie Waldi
- 2000  Symphonic Tango Night (mit Raúl Jaurena und den Stuttgarter Philharmonikern)
- 2001  Amando à Buenos Aires (mit Raúl Jaurena)
- 2003  Go for Gold
- 2004  europique music
- 2006  Best of (DVD)
- 2010  Euroflott – Damit der Rubel wieder rollt (DVD) (mit Patrick Manzecchi)